# Nosodomodes diabolicus
Nosodomodes diabolicus is een keversoort uit de familie somberkevers (Zopheridae). De wetenschappelijke naam van de soort werd in 1862 gepubliceerd door Ludwig Wilhelm Schaufuss.